# راتغر بي. ميلر
راتغر بي. ميلر هو محامي وسياسي أمريكي، ولد في 28 يوليو 1805، وتوفي في 12 نوفمبر 1877 في أوتيكا في الولايات المتحدة. نشط حزبياً في الحزب الديمقراطي. وقد انتخب عضو جمعية ولاية نيويورك ‏ وانتخب عضو مجلس النواب الأمريكي ‏.